# Hammam Omer Ismail
Hammam Omer Ismail (in arabo همام عمر اسماعيل‎?; Doha, 15 settembre 1983) è un ex cestista qatariota.

## Carriera
Con il Qatar ha disputato i Campionati mondiali del 2006 e quattro edizioni dei Campionati asiatici (2003, 2005, 2009, 2011).